# Tokke
Tokke is een gemeente in het westelijk gedeelte van de provincie Telemark in Noorwegen.
Tokke grenst aan Vinje, Kviteseid, Seljord, Fyresdal, Valle en Bykle. Het hoogste punt is Urdenosi, op 1.520 meter boven zeeniveau. De gemeente heeft vier centra: Dalen, Høydalsmo, Lårdal en Åmdals Verk.
De gemeente ligt aan het einde van het Telemarkskanaal, en heeft een lange traditie in het exporteren van wetsteen. Het is bekend dat dit begon in de Vikingtijd. Van oudsher ligt Tokke in een gebied waar zich veel beren bevinden, daarom bevat ook het gemeentewapen een afbeelding van een beer. In Åmdals Verk waren er mijnwerkzaamheden van 1540 tot 1945, en vanaf 1689 werd ook koper gewonnen.
In Eidsborg bevindt zich een afdeling van het Vest-Telemark museum die onder andere een van de oudste staafkerken van Noorwegen bevat.

## Plaatsen in de gemeente
- Dalen
- Eidsborg
- Lårdal
- Mo i Telemark

## Bekende mensen uit Tokke
- Anne Grimdalen (*1899 - 1961), beeldhouwer uit Skafså
- Eivind Groven (*1901 - 1977), componist uit Lårdal

Bamble · Drangedal · Fyresdal · Hjartdal · Kragerø · Kviteseid · Midt-Telemark · Nissedal · Nome · Notodden · Porsgrunn · Seljord · Siljan · Skien · Tinn · Tokke · Vinje